# FC Granville
Der Football Club Granville war ein schottischer Fußballverein aus Glasgow, der von 1873 bis 1878 bestand. 

## Geschichte
Der FC Granville wurde 1873 gegründet und war einer von acht Vereinen, die im März desselben Jahres an der Gründung der Scottish Football Association beteiligt waren. Zwischen 1873 und 1878 nahm der Verein einmal am schottischen Pokal teil. Bei der Austragung in der Spielzeit 1873/74 schied der Verein in der 1. Runde gegen den späteren Finalisten FC Clydesdale aus. Der Verein wurde 1878 aufgelöst. 